# Pastinaca parvifolia
Pastinaca parvifolia är en flockblommig växtart som beskrevs av Jean-Louis Kralik och Carl Fredrik Nyman. Pastinaca parvifolia ingår i släktet palsternackor, och familjen flockblommiga växter. Inga underarter finns listade i Catalogue of Life.